# Coppa CERS 2008-2009
La Coppa CERS 2008-2009 è stata la 29ª edizione dell'omonima competizione europea di hockey su pista riservata alle squadre di club. Il torneo ha avuto inizio il 18 ottobre 2008 e si è concluso il 19 aprile 2009 . 
Il titolo è stato conquistato dagli spagnoli del Mataró per la prima volta nella loro storia sconfiggendo in finale i connazionali del Lloret. 
In quanto squadra vincitrice il Mataró ha ottenuto anche il diritto di partecipare alla Coppa Continentale.

## Squadre partecipanti
| Nazione     | Club               | Città               | Qualificazione                                            |
| ----------- | ------------------ | ------------------- | --------------------------------------------------------- |
| Austria     | Dornbirn           | Dornbirn            |                                                           |
| Francia     | Coutras            | Coutras             |                                                           |
| Francia     | La Vendéenne       | La Roche-sur-Yon    |                                                           |
| Francia     | Mérignac           | Mérignac            |                                                           |
| Francia     | SCRA Saint-Omer    | Saint-Omer          |                                                           |
| Germania    | Cronenberg         | Wuppertal           |                                                           |
| Germania    | Germania Herringen | Hamm                |                                                           |
| Germania    | Walsum             | Duisburg            |                                                           |
| Germania    | Weil               | Weil am Rhein       |                                                           |
| Inghilterra | Bury               | Bury St Edmunds     |                                                           |
| Inghilterra | Middlesbrough      | Middlesbrough       |                                                           |
| Italia      | Amatori Lodi       | Lodi                | 7º in Serie A1 2007-2008, quarti di finale dei play-off   |
| Italia      | Breganze           | Breganze            | 8º in Serie A1 2007-2008, quarti di finale dei play-off   |
| Italia      | CGC Viareggio      | Viareggio           | 3º in Serie A1 2007-2008, semifinale dei play-off         |
| Italia      | Novara             | Novara              | 6º in Serie A1 2007-2008, quarti di finale dei play-off   |
| Italia      | Trissino           | Trissino            | 4º in Serie A1 2007-2008, quarti di finale dei play-off   |
| Portogallo  | Braga              | Braga               | 9º in 1ª Divisão 2007-2008                                |
| Portogallo  | Candelária         | Candelária          | 7º in 1ª Divisão 2007-2008, quarti di finale dei play-off |
| Portogallo  | Gulpilhares        | Vila Nova de Gaia   | 8º in 1ª Divisão 2007-2008, quarti di finale dei play-off |
| Portogallo  | Oliveirense        | Oliveira de Azeméis | 3º in 1ª Divisão 2007-2008, semifinale dei play-off       |
| Spagna      | Blanes             | Blanes              | 3º in OK Liga 2007-2008, quarti di finale dei play-off    |
| Spagna      | Lloret             | Lloret              | 12º in OK Liga 2007-2008                                  |
| Spagna      | Mataró             | Mataró              | 9º in OK Liga 2007-2008                                   |
| Svizzera    | Biasca             | Biasca              |                                                           |
| Svizzera    | Ginevra            | Ginevra             |                                                           |
| Svizzera    | Thunerstern        | Thun                |                                                           |
| Svizzera    | Wimmis             | Wimmis              |                                                           |

## Risultati

### Primo turno
Le gare di andata vennero disputate il 18 ottobre mentre le gare di ritorno furono disputate il 15 novembre 2008.
| Squadra 1          | Totale | Squadra 2     | Andata | Ritorno |
| ------------------ | ------ | ------------- | ------ | ------- |
| Biasca             | 15 - 4 | Bury          | 8 - 1  | 7 - 3   |
| Dornbirn           | 2 - 18 | Blanes        | 1 - 6  | 1 - 12  |
| Lloret             | 3 - 1  | Amatori Lodi  | 2 - 0  | 1 - 1   |
| Oliveirense        | 9 - 8  | Trissino      | 6 - 4  | 3 - 4   |
| Walsum             | 17 - 3 | Middlesbrough | 12 - 1 | 5 - 2   |
| Braga              | 18 - 7 | Coutras       | 10 - 4 | 8 - 3   |
| CGC Viareggio      | 11 - 5 | Mérignac      | 10 - 4 | 1 - 1   |
| Germania Herringen | 5 - 6  | Gulpilhares   | 2 - 2  | 3 - 4   |
| Mataró             | 8 - 6  | Candelária    | 3 - 2  | 5 - 4   |
| Breganze           | 8 - 4  | Wimmis        | 3 - 0  | 5 - 4   |
| Weil               | 6 - 4  | Cronenberg    | 4 - 0  | 2 - 4   |

### Ottavi di finale
Le gare di andata vennero disputate il 13 dicembre 2008 mentre le gare di ritorno furono disputate il 17 gennaio 2009.
| Squadra 1     | Totale | Squadra 2       | Andata | Ritorno |
| ------------- | ------ | --------------- | ------ | ------- |
| Walsum        | 4 - 6  | Weil            | 3 - 3  | 1 - 3   |
| Lloret        | 7 - 4  | Gulpilhares     | 4 - 1  | 3 - 3   |
| Novara        | 5 - 9  | La Vendéenne    | 1 - 4  | 4 - 5   |
| CGC Viareggio | 9 - 5  | Braga           | 6 - 3  | 3 - 2   |
| Breganze      | 4 - 6  | SCRA Saint-Omer | 2 - 1  | 2 - 5   |
| Thunerstern   | 4 - 11 | Oliveirense     | 3 - 3  | 1 - 8   |
| Ginevra       | 4 - 7  | Mataró          | 2 - 3  | 2 - 4   |
| Biasca        | 3 - 13 | Blanes          | 2 - 7  | 1 - 6   |

### Quarti di finale
Le gare di andata vennero disputate il 14 febbraio mentre le gare di ritorno furono disputate il 14 marzo 2009.
| Squadra 1       | Totale | Squadra 2     | Andata | Ritorno |
| --------------- | ------ | ------------- | ------ | ------- |
| Weil            | 3 - 3  | Lloret        | 3 - 4  | 0 - 2   |
| La Vendéenne    | 5 - 14 | CGC Viareggio | 3 - 8  | 2 - 6   |
| SCRA Saint-Omer | 3 - 7  | Oliveirense   | 2 - 3  | 1 - 4   |
| Mataró          | 3 - 2  | Blanes        | 2 - 1  | 1 - 1   |

### Final Four
Le Final Four della manifestazione si sono disputate presso il Pavelló Municipal d'Esports a Lloret de Mar dal 18 al 19 aprile 2009.

#### Tabellone
|  | Semifinali    | Semifinali    | Semifinali |        |        | Finale | Finale | Finale |  |
|  |               |               |            |        |        |        |        |        |  |
|  | Mataró        | Mataró        | 3          |        |        |        |        |        |  |
|  | Mataró        | Mataró        | 3          |        |        |        |        |        |  |
|  | Oliveirense   | Oliveirense   | 2          |        |        |        |        |        |  |
|  | Oliveirense   | Oliveirense   | 2          |        | Mataró | Mataró | 2      |        |  |
|  |               |               |            |        | Mataró | Mataró | 2      |        |  |
|  |               |               | Lloret     | Lloret | 1      |        |        |        |  |
|  | Lloret        | Lloret        | Lloret     | Lloret | 1      | 3      |        |        |  |
|  | Lloret        | Lloret        |            |        |        |        |        |        |  |
|  | CGC Viareggio | CGC Viareggio | 0          |        |        |        |        |        |  |